# Волковское кладбище (Мытищи)
Волковское кладбище — кладбище, расположено на севере города Мытищи Московской области на Волковском шоссе (восточное ответвление от Осташковского шоссе). Рядом с Волковским кладбищем расположено Федеральное военное мемориальное кладбище.

## История кладбища
Название происходит от находившейся рядом деревни Волково, снесённой в 1989 году в связи со строительством ТЭЦ. Кладбище открыто в 30-х годах XX века.
Имеется мусульманский участок. Кладбище хорошо благоустроено: между могилами проложены дорожки, есть вода для полива цветов, мусорные контейнеры. На кладбище расположен колумбарий, оформление захоронений в который производится по адресу: г. Мытищи, ул. Матросова, д. 8.
На территории кладбища находится храм Воскресения Христова (архитектор В. Ржевский, инженер Н. Багдасарян), построенный в 2001 году.

## Известные люди, похороненные на кладбище
- Астрахов Анатолий Константинович (1937—1999) — первый всенародно избранный Глава Мытищинского района, Почётный гражданин Мытищинского района[6][7].
- Баздырев Николай Дмитриевич[8] (1925—2002) — Герой Советского Союза. Участник Великой Отечественной войны.
- Ибрагимов Ренат Исламович (1947—2022) — советский и российский эстрадный певец. Народный артист РСФСР.
- Лисицын Юрий Егорович (1920—1989) — Герой Советского Союза. Участник боёв за освобождение Николаева[9].
- Локтев, Алексей Васильевич (1939—2006) — актёр театра и кино. Заслуженный артист РСФСР[10].
- Распопова Нина Максимовна[11] (1913—2009) — легендарная советская лётчица. Герой Советского Союза
- Александров Игорь Викторович (1952—2018) — доктор юридических наук, профессор. Заслуженный юрист Российской Федерации.
- Евгений Всеволодович Головин (1938—2010) — поэт, писатель, филолог, мистик, паладин высокого севера, адмирал пьяной флотилии пиратов философского моря, метафизический денди.
- Мищук Валерий Леонидович (1951—2022) — бард, поэт, композитор и исполнитель в жанре авторской песни, участник проекта "Песни нашего века". Выступал в дуэте с братом Вадимом Мищуком (1956—2025).

## Фотогалерея

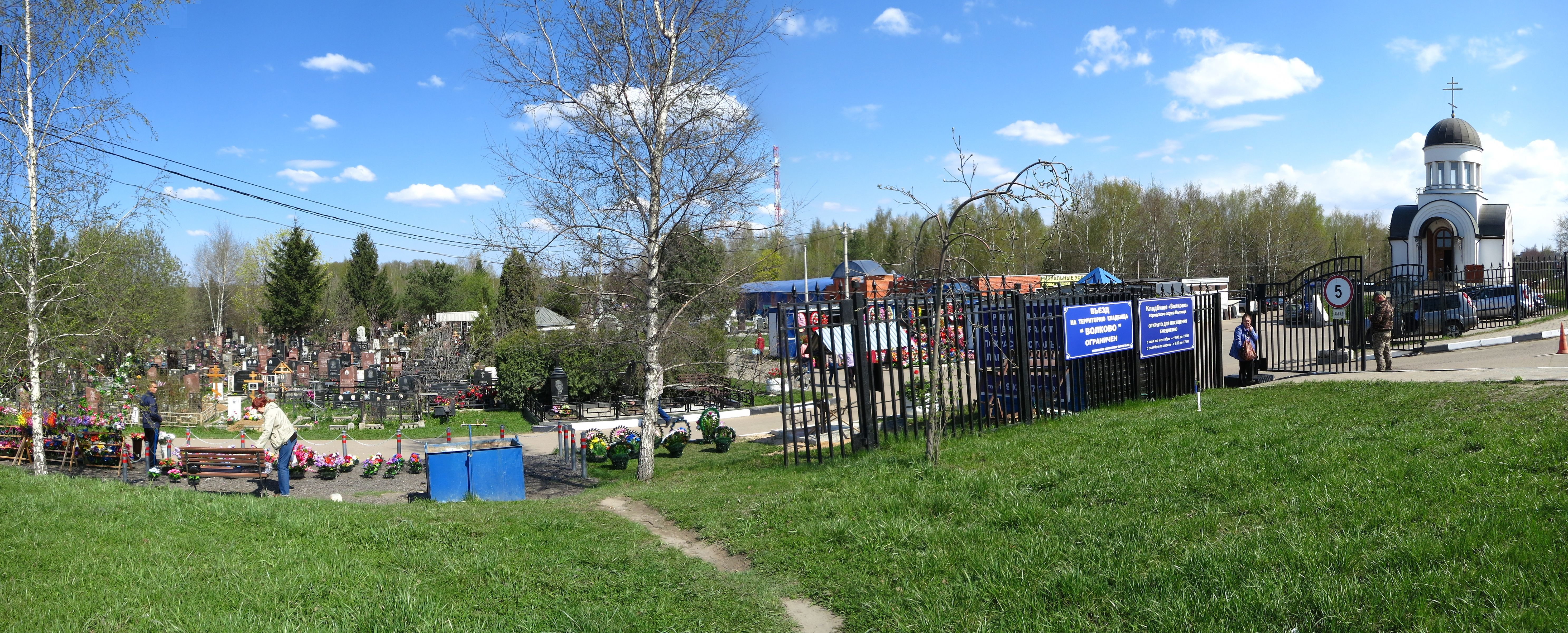
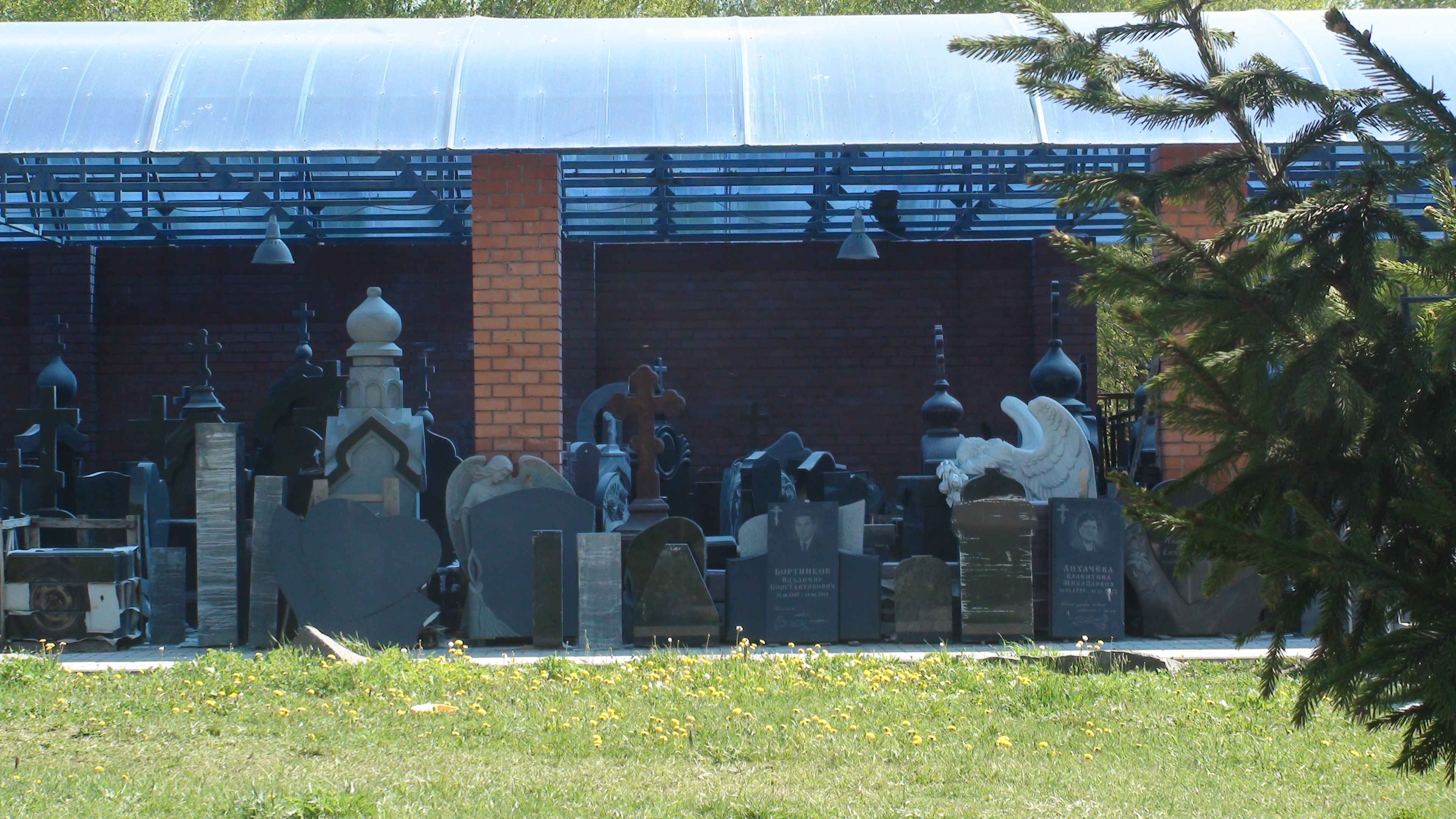
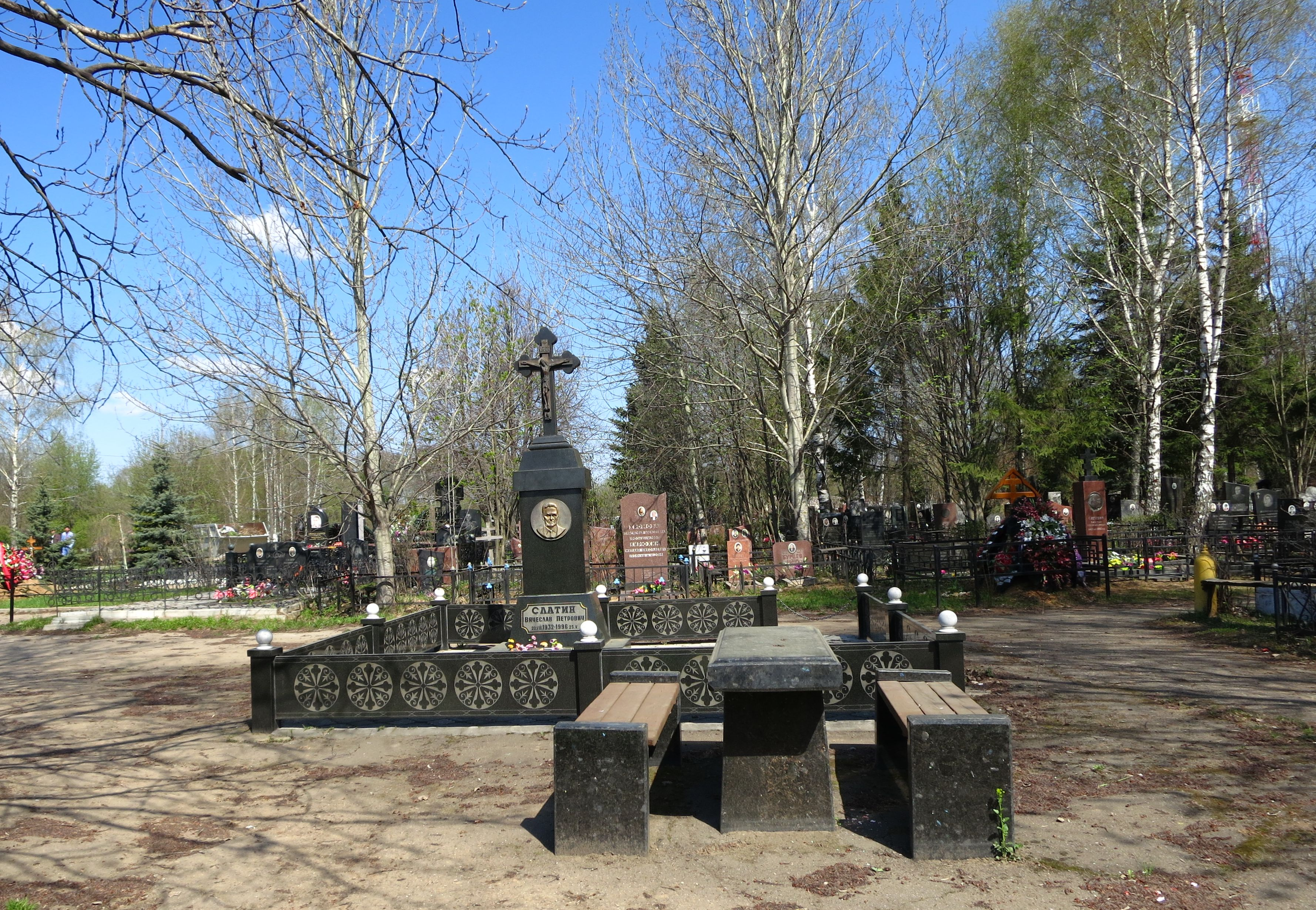
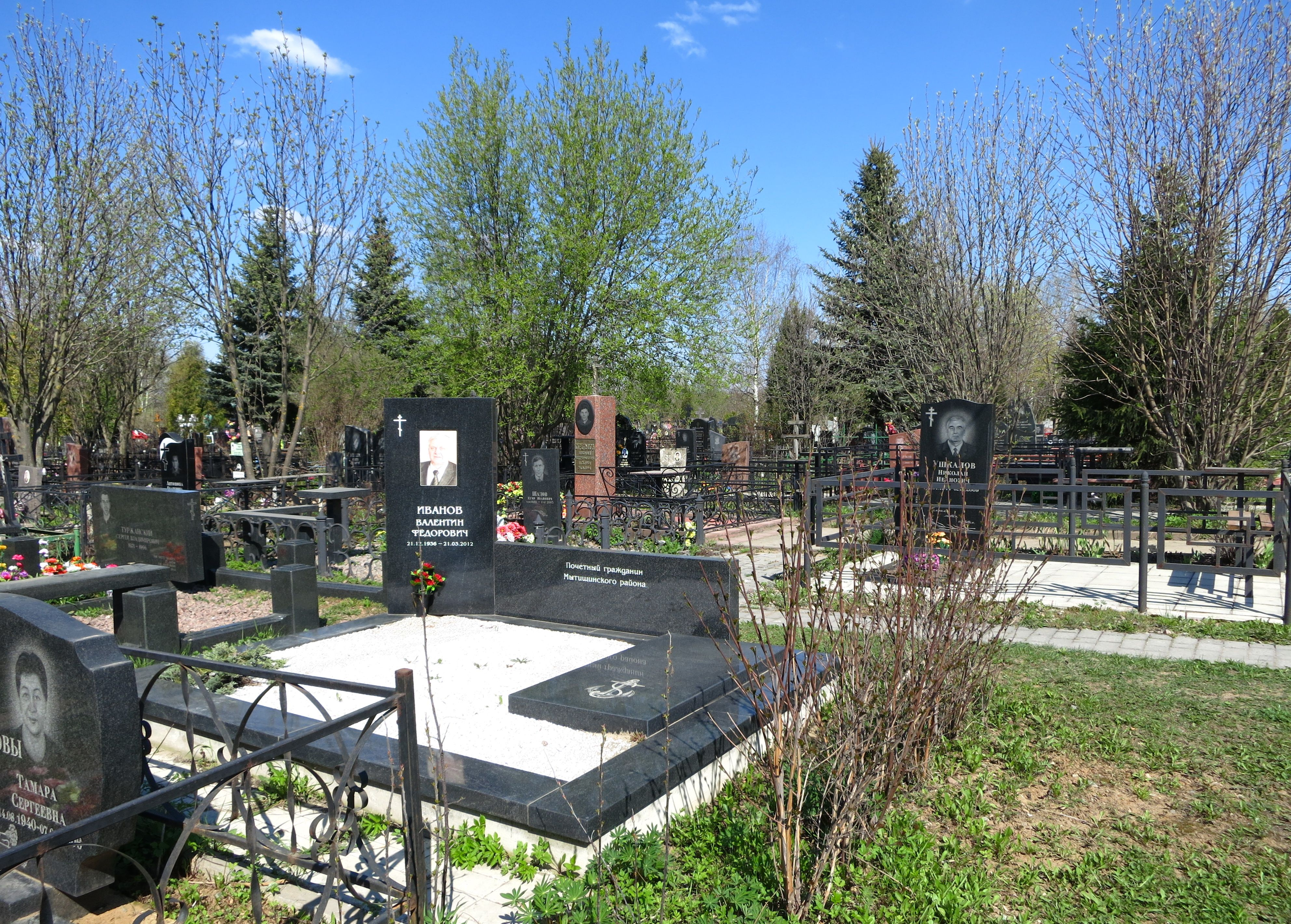
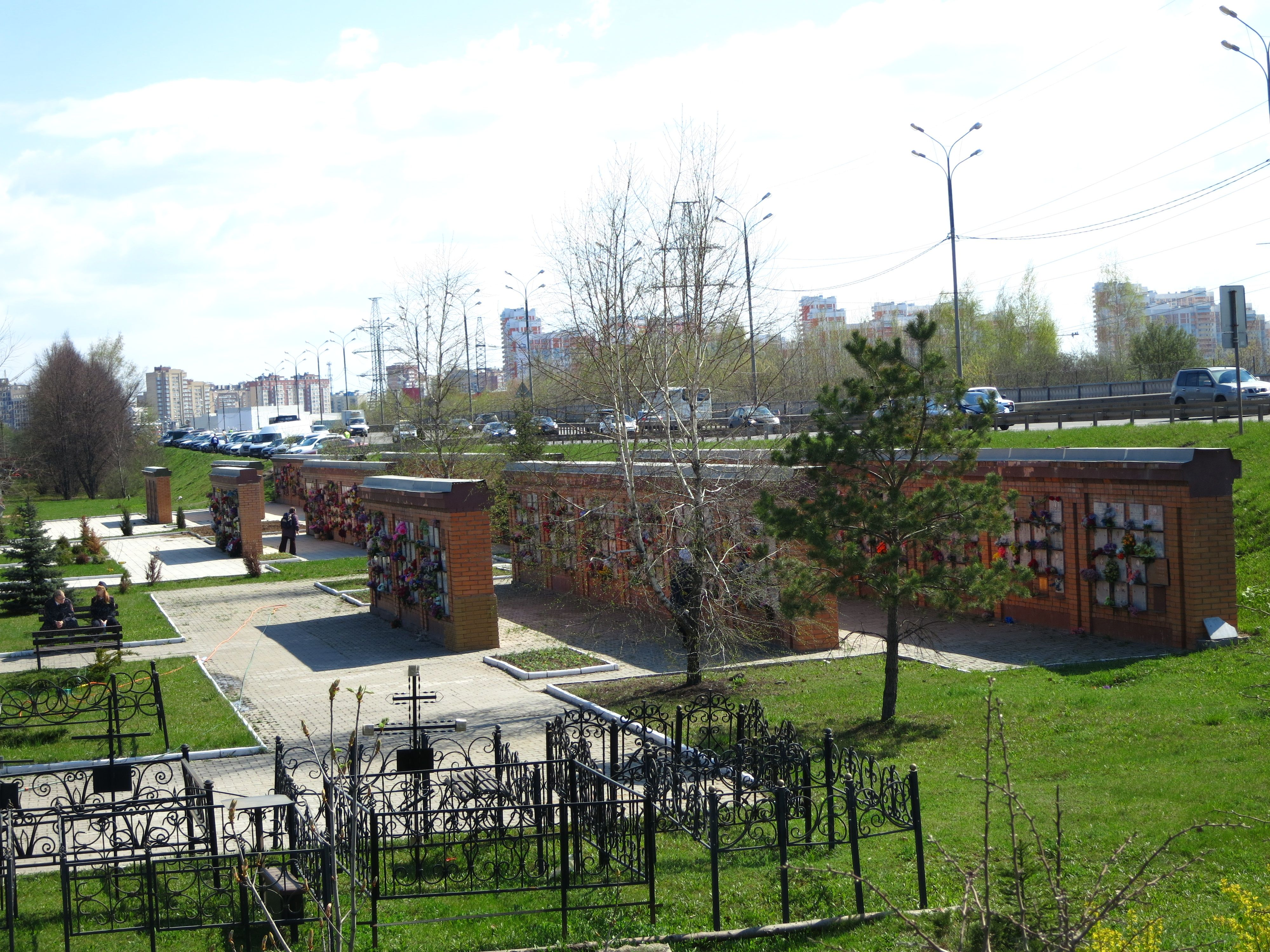
Вид на колумбарий
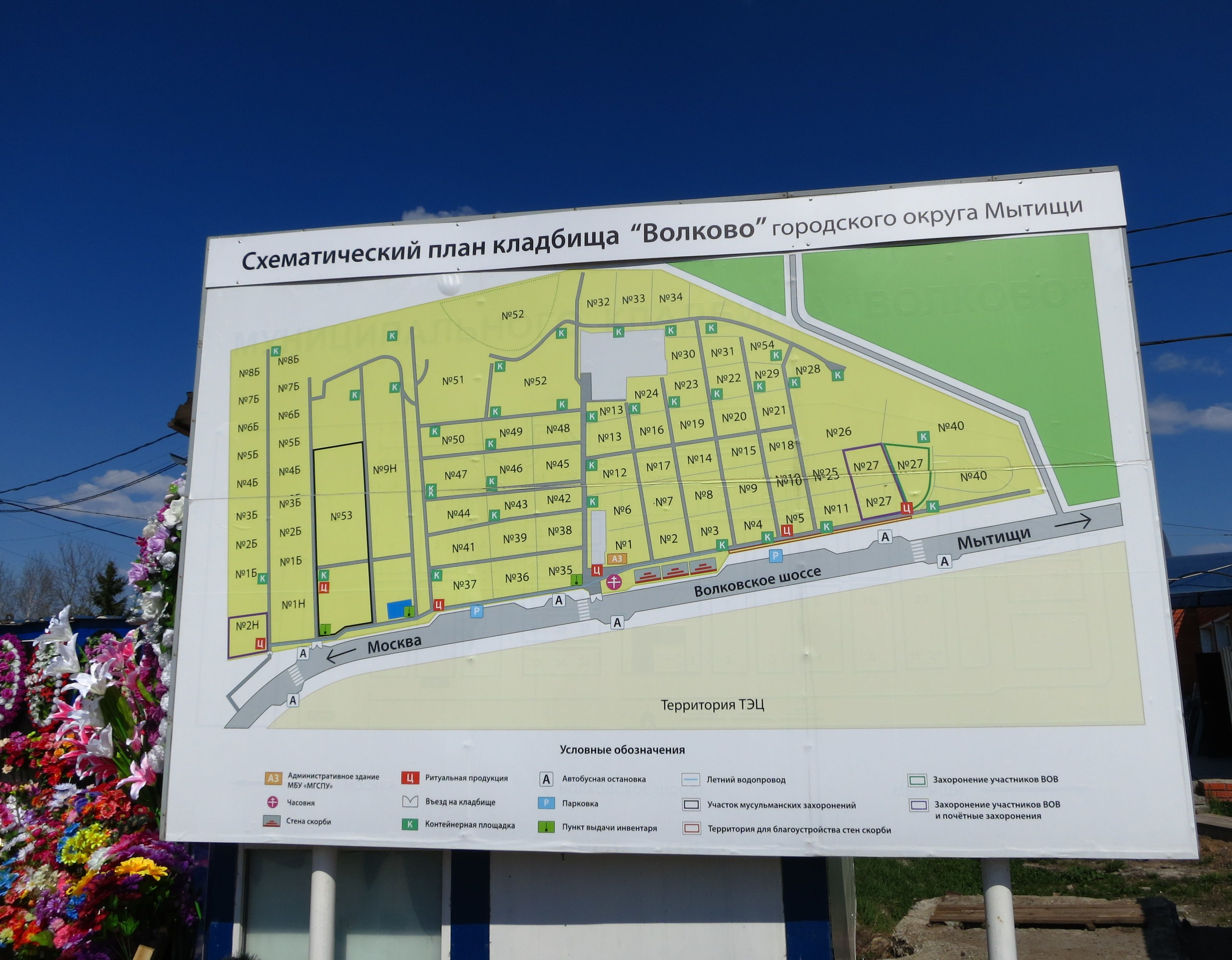
План кладбища
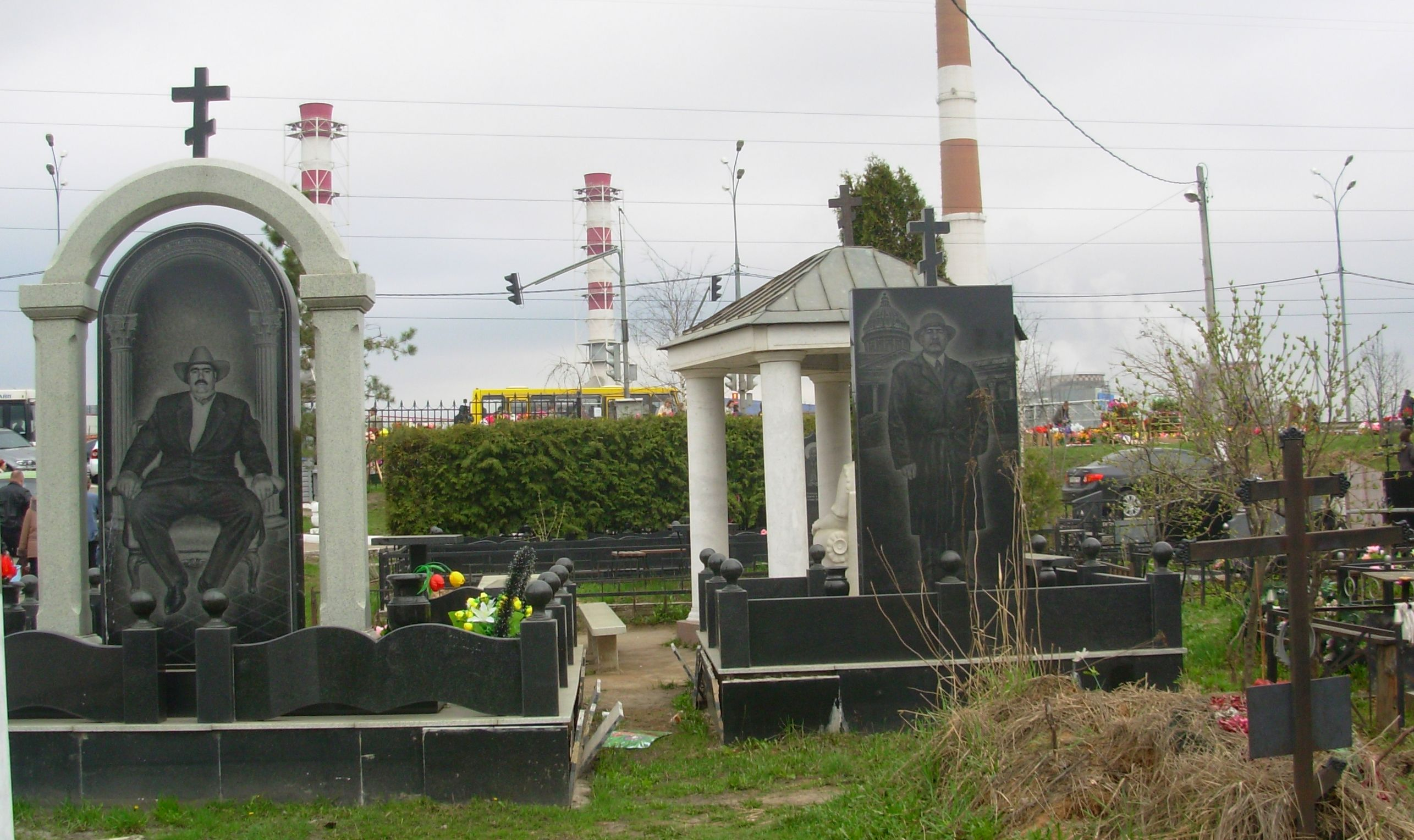
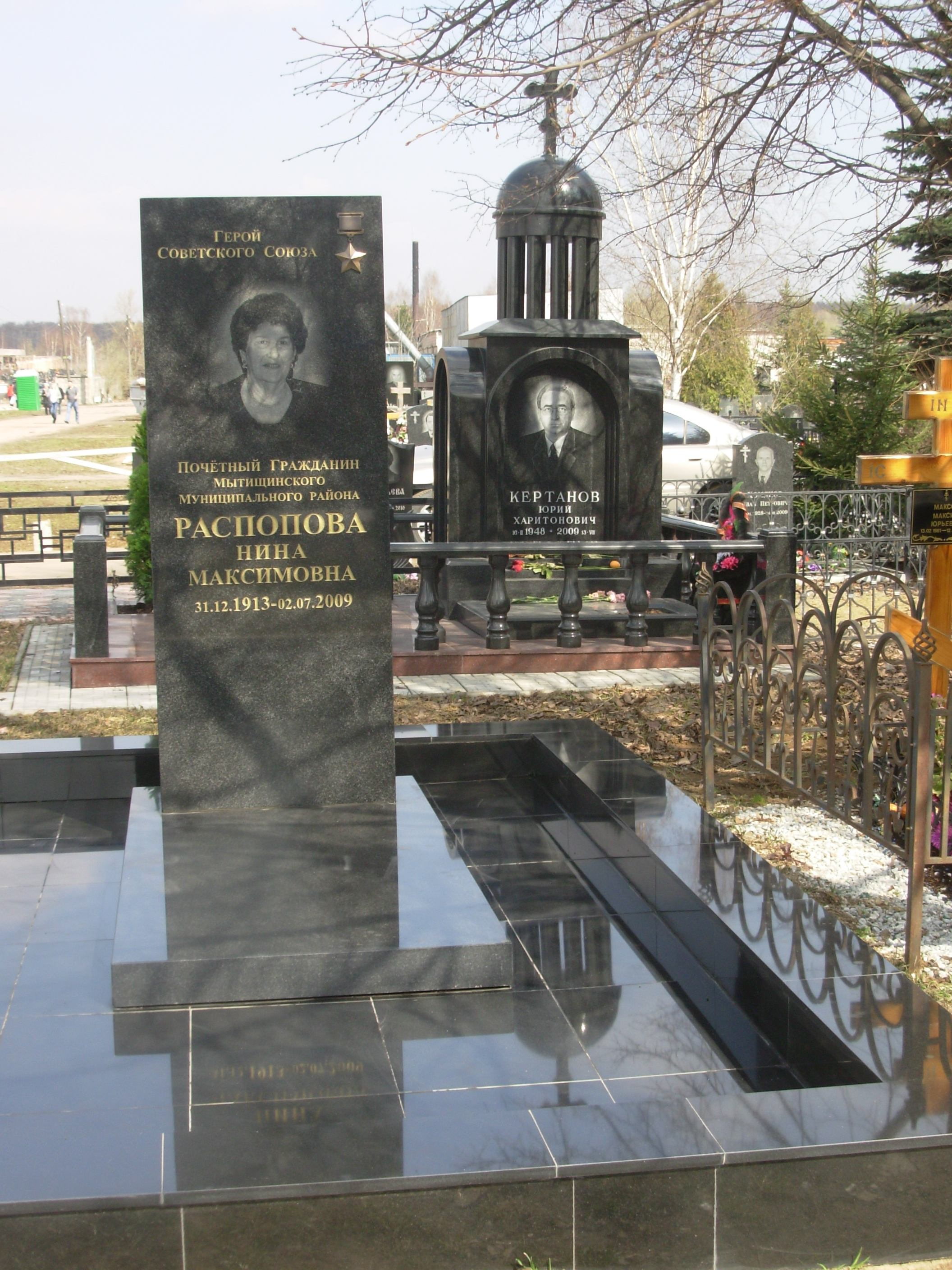
Памятники на могилах Н. М. Распоповой и Ю. Х. Кертанова